# Tovpîjîn, Demîdivka
Tovpîjîn (în ucraineană Товпижин) este un sat în comuna Verben din raionul Demîdivka, regiunea Rivne, Ucraina.

## Demografie
Componența lingvistică a localității Tovpîjîn
     Ucraineană (99,17%)
     Alte limbi (0,83%)
Conform recensământului din 2001, majoritatea populației localității Tovpîjîn era vorbitoare de ucraineană (99,17%), existând în minoritate și vorbitori de alte limbi.